# Johan Julsing
Johan Julsing (± 1545 – 16 juli 1604) was secretaris van het Groninger stadsbestuur in de laatste decennia van de 16e eeuw. 

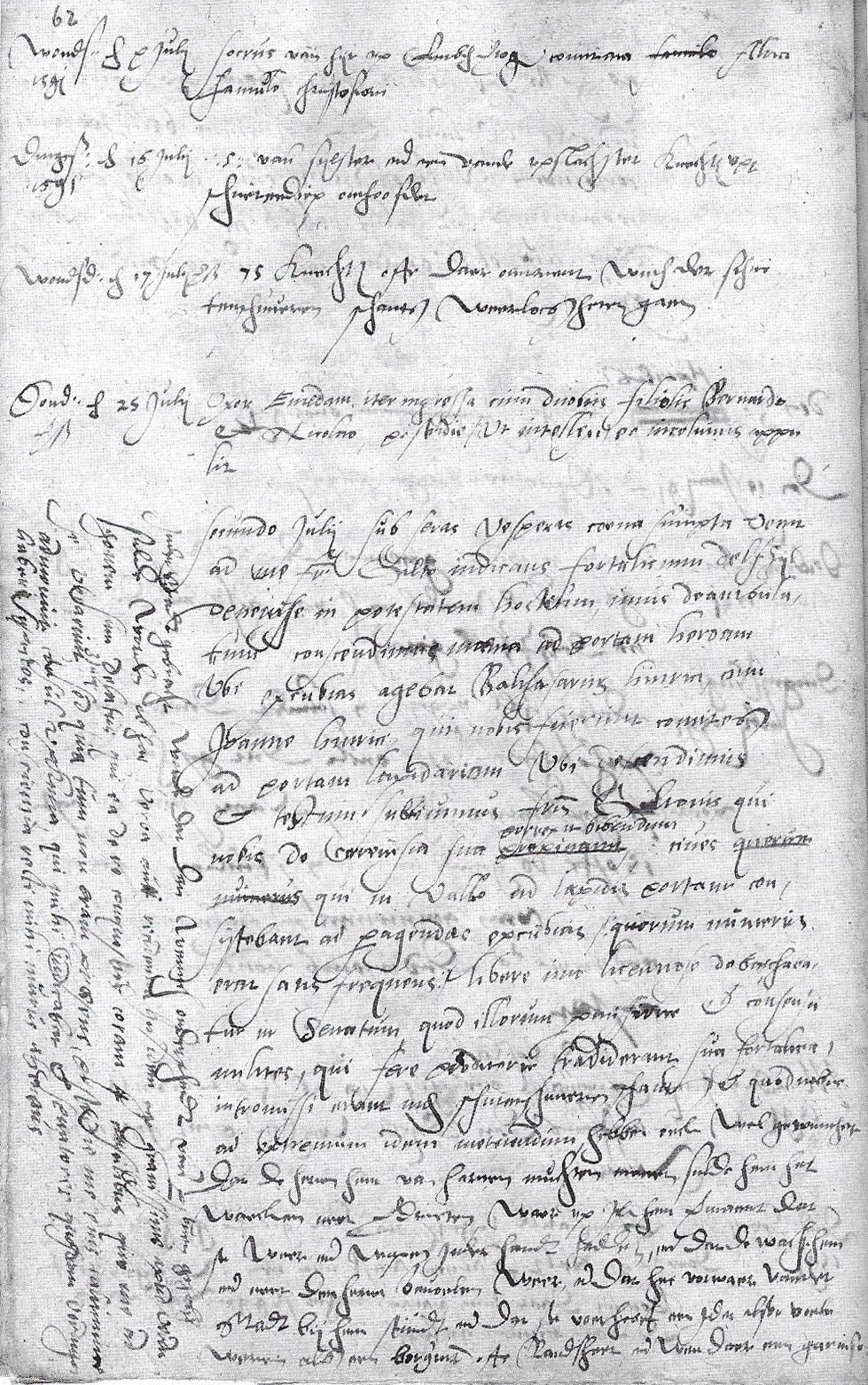
Pagina uit het geheime dagboek van Johan Julsing

## Leven en werk
Van Julsing jeugd is niet veel bekend. Na zijn opleiding in Groningen vertrok hij naar Orléans voor een universitaire studie. Hij studeerde daar van 1565 tot vermoedelijk 1568. Al tijdens zijn leven genoot hij bekendheid door zijn uitmuntende talenkennis (Latijn, Grieks, Frans, Spaans en enig Hebreeuws). Behalve stadssecretaris was hij ook griffier van het Gildrecht (belast met de handhaving van het stapelrecht van de stad Groningen).
Julsing is bekend geworden als auteur van een Journaal of dagboek geschreven te Groningen van 16 december 1589 – 8 augustus 1594, aanwezig in de Groninger Archieven. In dit zeer persoonlijke dagboek noteerde deze hervormingsgezinde inwoner van de stad Groningen zijn visie op de gebeurtenissen die plaatsvonden in de woelige jaren die voorafgingen aan de Reductie van Groningen in 1594. Julsing was overtuigd calvinist, maar hij kon zich desondanks handhaven als stadssecretaris in de ‘katholieke periode’ tussen 1580 en 1594. Hij was een uitgesproken voorstander van de belangen van de stad Groningen in relatie tot die van de Ommelanden (die aan de zijde van de Staatse partij stonden). Een en ander betekende overigens niet dat Julsing positief stond tegenover de Spaanse overheersing dat wil zeggen de stadhouder in dit gebied Francisco Verdugo.
De voormalige gemeentearchivaris van Groningen Jan van den Broek publiceerde in 2006 een nieuwe, volledige, transcriptie van de originele tekst van Julsings ‘geheime dagboek’. Het grootste deel van dit dagboek is geschreven in het Latijn, maar daarnaast zijn er passages in het Frans en in het Spaans. In sommige passages komen korte Hebreeuwse teksten voor. Van den Broek stelt dat Julsing op die manier persoonsnamen en opmerkingen wilde verbergen.
In de 19e eeuw had W.B.S. Boeles al eens een bewerkt uittreksel van het door hem getranscribeerde dagboek van Julsing gepubliceerd in het derde deel van de Bijdragen tot de geschiedenis en oudheidkunde inzonderheid van de provincie Groningen.